# Hidden Valley Lake
Hidden Valley Lake är en ort (CDP) i Lake County, i delstaten Kalifornien, USA. Enligt United States Census Bureau har orten en folkmängd på 5 579 invånare (2010) och en landarea på 25,2 km².